# Керченська округа
Керченська округа (рос. Керченский округ; до 18 жовтня 1921 р. — Керченський повіт) — адміністративно-територіальна одиниця на території Кримського півострова, а згодом на території Кримської Автономної Радянської Соціалістичної Республіки (Кримської АРСР). Утворена як повіт рішенням Кримського революційного комітету 25 грудня 1920 року. Поділялась на Керченський та Петрівський райони. У листопаді 1923 року Керченський округ було перетворено на однойменний район.

## Історія

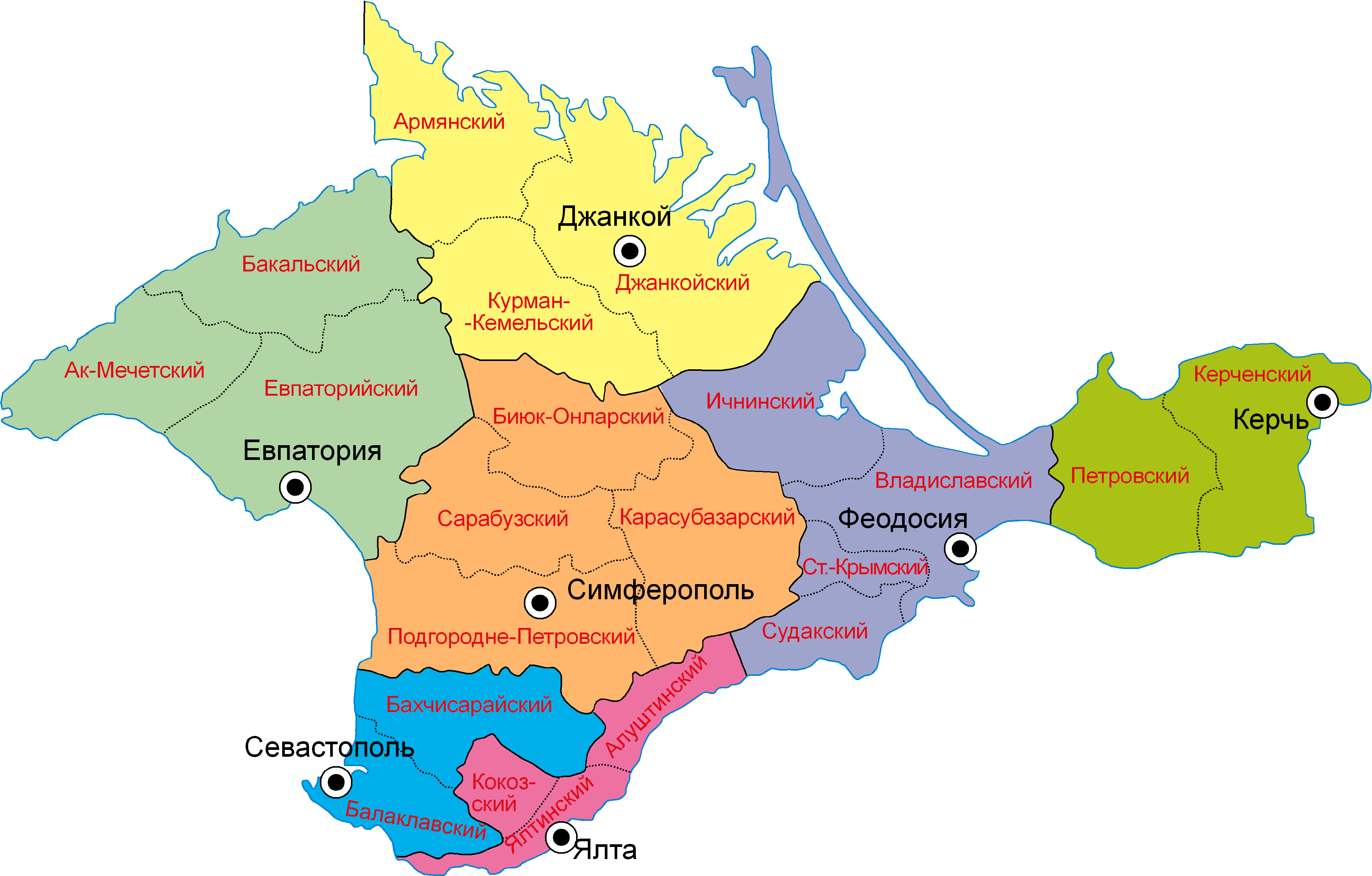
Округи і райони Кримської АРСР в травні 1921 року.

16 листопада 1920 року територія Кримського півострова увійшла до складу Російської Соціалістичної Федеративної Радянської Республіки (РРФСР), але не була адміністративно-територіальною одиницею (ні губернія, ні область). Влада біля перейшла до Кримського революційного комітету, який 25 грудня 1920 року постановив утворити Керченський повіт. У грудні того ж року, відповідно до політики районування РРФСР, за постановою Кримського революційного комітету було утворено Комісія з вироблення нового адміністративного устрою. У результаті роботи комісії територія Кримського півострова була поділена на 7 повітів, а Керченський повіт на 2 райони: Керченський та Петровський.
18 жовтня 1921 року Всеросійський центральний виконавчий комітет та Рада народних комісарів спільною постановою утворили Кримську Автономну Радянську Соціалістичну Республіку у складі РРФСР. Цією постановою визначався адміністративно-територіальний поділ нової республіки на округи, таким чином Керченський повіт був перетворений на округ. У листопаді 1923 року округи на території Кримської АРСР було ліквідовано та утворено 14 районів. Територія Керченського округу повністю перейшла в однойменний район.